# Исаково (Приморский район)
Исаково — упразднённый посёлок в Архангельской области. В рамках административно-территориального устройства относился к Соловецкому району в рамках организации местного самоуправления входил состав Соловецкого сельского поселения Приморского района.

## География
Располагался на центральной части острова Соловецкий, на берегу озера Лесное в 10 километрах к северу от посёлка Соловецкий, административного центра Соловецкого сельского поселения.

### Часовой пояс
Исаково, как и вся Архангельская область, находится в часовой зоне МСК (московское время). Смещение применяемого времени относительно UTC составляет +3:00.

## Население
| 2002 | 2010 | 2012 |
| ---- | ---- | ---- |
| 0    | →0   | →0   |

Согласно результатам переписи 2002 года население отсутствовало.